# Omocenops micacea
Omocenops micacea är en fjärilsart som beskrevs av Butler 1882. Omocenops micacea ingår i släktet Omocenops och familjen snigelspinnare. Inga underarter finns listade i Catalogue of Life.